# Psychotria oubatchensis
Psychotria oubatchensis är en måreväxtart som beskrevs av Rudolf Schlechter. Psychotria oubatchensis ingår i släktet Psychotria och familjen måreväxter. Inga underarter finns listade i Catalogue of Life.